# Евтеева, Елена Викторовна
Еле́на Ви́кторовна Евте́ева (род. 14 марта 1947, Ленинград, РСФСР, СССР) — советская российская балерина, балетный педагог. Народная артистка РСФСР (1991).

## Биография
Елена Викторовна Евтеева родилась 14 марта 1947 года в Ленинграде в семье преподавателя ЛЭТИ (ныне —  Санкт-Петербург).  Поступила в Ленинградское хореографическое училище им. А. Я. Вагановой, которое окончила в 1966 году по классу Л. М. Тюнтиной.
В 1966—1993 годах в Ленинградском государственном академическом театре оперы и балета имени С. М. Кирова  (с 1992 года — Мариинском театре) была одной из ведущих балерин, исполняла обширный классический и современный репертуар: Одетта-Одиллия в балете «Лебединое озеро» П. И. Чайковского, Никия в балете «Баядерка» Л. Минкуса, Жизель в одноимённом балете на музыку А. Адана, Сильфида в одноимённом балете на музыку Х. С. Лёвенскьольда, Мария в балете «Бахчисарайский фонтан»  Б. Асафьева и Джульетта «Ромео и Джульетта», Фригия в балете «Спартак» А. И. Хачатуряна (хореография Л. В. Якобсона), Ширин в балете «Легенда о любви» А. Д. Меликова (хореография Ю. Н. Григоровича), и другие.
Елена Евтеева стала первой исполнительницей партии Терезины в классическом балете  «Неаполь, или Рыбак и его невеста» на музыку Н. В. Гаде, Э. М. Э. Хельстеда, Х. С. Паулли и Х. К. Лумбю, хореография А. Бурнонвиля, а также партий современного репертуара: в 1970 году —  Офелия в балете «Гамлет» Н. П. Червинского, хореография К. М. Сергеева, в 1984 году —  Жена Мавра в балете «Павана мавра» на музыку Г. Пёрселла, хореография Х. Лимона, и других.
Снималась в фильмах-балетах «Лебединое озеро» (1968), «Павана мавра» (1985),  и других.
После того, как в 1984 году  окончила отделение балетмейстеров-репетиторов Ленинградской консерватории, занимается  преподавательской деятельностью. С 1993 по 1999 годы преподавала классический танец в Академии русского балета им. А. Я. Вагановой, где среди её учениц были Светлана Захарова и Дарья Павленко. С 1993 года по настоящее время  — педагог-репетитор в Мариинском театре, в котором под её руководством готовили свои партии Дарья Павленко, Софья Гумерова, а ныне - Оксана Скорик и Мария Буланова.

## Творчество

### Балетные партии
- «Лебединое озеро» П. И. Чайковского, хореография М. И. Петипа, Л. И. Иванова в редакции К. М. Сергеева — Одетта-Одиллия
- «Спящая красавица» П. И. Чайковского — Аврора, Принцесса Флорина, Белая Кошечка
- «Баядерка» Л. Минкуса, хореография М. И. Петипа — Никия
- «Жизель» А. Адана — Жизель
- «Корсар» А. Адана — Медора
- «Сильфида» Х. С. Лёвенскьольда — Сильфида
- «Шопениана» на музыку Ф. Шопена  — Сильфида
- «Эсмеральда» Ц. Пуни,  хореография М. И. Петипа — Эсмеральда
- «Па-де-катр», одноактный балет на музыку Ц. Пуни, хореография А. Долина — Фанни Черрито
- Па-де-де из балета «Бабочка»  на музыку Ж. Оффенбаха, хореография П. Лакотта по М. Тальони  — Фарфалла (Бабочка)
- «Бахчисарайский фонтан» Б. В. Асафьева, хореография Л. М. Лавровского — Мария
- «Ромео и Джульетта» С. С. Прокофьева, хореография Л. М. Лавровского — Джульетта
- «Золушка» С. С. Прокофьева, хореография К. М. Сергеева — Золушка
- «Спартак» А. И. Хачатуряна, хореография Л. В. Якобсона — Фригия, Менада
- «Легенда о любви» А. Д. Меликова, хореография Ю. Н. Григоровича — Ширин
- «Каменный цветок» С. С. Прокофьева,  хореография Ю. Н. Григоровича — Катерина
- «Сотворение мира» А. П. Петрова, хореография Н. Д. Касаткиной и В. Ю. Василёва — Ева
- «Пушкин» А. П. Петрова, хореография Н. Д. Касаткиной и В. Ю. Василёва — Наталья Николаевна
- «Ленинградская симфония» Д. Д. Шостаковича,  хореография И. Д. Бельского — Девушка
- «Икар» С. М. Слонимского — Птица-мечта
- «Асият» («Горянка») М. М. Кажлаева, хореография О. М. Виноградова — Асият
- «Собор Парижской богоматери» М. Жарра, хореография Р. Пети — Эсмеральда

Первая исполнительница
- «Неаполь, или Рыбак и его невеста» на музыку Н. В. Гаде, Э. М. Э. Хельстеда, Х. С. Паулли и Х. К. Лумбю, хореография А. Бурнонвиля — Терезина
- 1967 —  «Страна чудес» И. Шварца, хореография Л. В. Якобсона — Девица-краса
- 1969 —  «Щелкунчик» П. И. Чайковского, хореография И. А. Чернышёва (Одесский театр) — Маша
- 1969 — «Волынщик из Стракониц», хореография В. С. Катаева и А. Г. Лившиц — Доротка
- 1970 — «Гамлет» Н. П. Червинского, хореография К. М. Сергеева — Офелия
- 1976 — «Левша» Б. А. Александрова, хореография К. М. Сергеева — Дуняша
- 1982 — «Страница прошлого»,  хореография Д. А. Брянцева — Подруга солдата
- 1983 — хореографическая  миниатюра «Офелия»,  «Вечер современной хореографии», хореография Д. А. Брянцева
- 1984 — «Павана мавра» на музыку Г. Пёрселла, хореография Х. Лимона в редакции Н. Рыженко (оперная студия Музыкального театра Ленинградской государственной консерватории им. Римского-Корсакова) — Жена Мавра
- дуэт из балета «Онегин» на музыку П. И. Чайковского, хореография Дж. Кренко —  Татьяна (оперная студия Музыкального театра Ленинградской государственной консерватории им. Римского-Корсакова)
- «Витязь в тигровой шкуре» А. Д. Мачавариани, хореография О. М. Виноградова — царица Тинатин

Концертное исполнение
- 1983 —  одноактный балет «Ночь просветления» на музыку А. Шёнберга, хореография Р. Ю. Вагабова — Солистка

### Фильмография
- 1968 — «Лебединое озеро» — Одетта-Одиллия (фильм-балет, «Лентелефильм», партнёры — Джон Марковский (Зигфрид), Махмуд Эсамбаев (Ротбардт))
- 1968  —  «Па-де-катр»  Ц. Пуни, хореография А. Долина, исполнители:  Елена Евтеева (Фанни Черрито),  Габриэла Комлева (Карлотта Гризи), Любовь Галинская (Мария Тальони),  Людмила Ковалёва (Люсиль Гран) (чёрно-белый)
- 1968 —  «Вариации на темы рококо» (хореография Б. Эйфмана, телефильм-концерт)
- 1968 —  «Город и песня» («Ленфильм»,  музыкальный фильм, партнёр — Михаил Барышников)
- 1970 — «Сказ о холопе Никишке» («Лентелефильм»,  экранизация балета на музыку М. Х. Камилова, хореография К. А. Ласкари — Лада (партнёр — Михаил Барышников (Никишка))
- 1982 — «Па-де-катр» Ц. Пуни, хореография А. Долина, исполнители:  Ирина Колпакова (Карлотта Гризи), Галина Мезенцева (Мария Тальони), Габриэла Комлева (Люсиль Гран), Елена Евтеева (Фанни Черрито) (цветной)
- 1985 —  «Павана мавра»  — Жена Мавра  (фильм-балет, «Лентелефильм», партнёр — Никита Долгушин (Мавр))

## Награды и звания
- 1970 — 2-я премия на Международном конкурсе артистов балета в Варне
- 1974 — Заслуженная артистка РСФСР
- 1991 — Народная артистка РСФСР
- Премия имени Анны Павловой (Париж)
- 1983 — Орден Дружбы народов
- 2009 — Медаль ордена «За заслуги перед Отечеством» II степени